# Ceatsa
CEATSA (Espagnol: Centro de Ensayos de Alta Tecnología Sociedad Anónima), est une société de services et d'ingénierie argentine, créée en 2010, et spécialisée dans les moyens d'essais de simulation de l'environnement dans les domaines du spatial, de l'aéronautique, de l'électronique, de l'énergie, de l'automobile et de la défense. Elle est détenue à 80% par la société de télécommunications ARSAT propriété de l'Etat argentin, et à 20% par la société publique argentine INVAP.

## Historique
L'entreprise est créée en septembre 2010, et ses activités débutent en décembre 2012. Les moyens d'essais environnementaux sont inaugurés en septembre 2013, lorsque le satellite Argentin ARSAT-1 est recetté dans les locaux. La création de ce centre d'essais a permis à l'Argentine de couvrir le cycle de vie de production et de tests d'un satellite.
A sa création, l'Etat argentin investit environ 40 Millions dollars US dans la société.

## Activités
Les moyens d'essais offerts par CEATSA sont les suivants:
- Banc d'essais environnementaux
- Pots vibrants (essai de vibration)
- Chambre réverberante (moyen d'essai acoustique)
- Equipement de mesure de caractéristique de masse (masse, inertie, centre de gravité)
- Moyen d'essai de champ proche horizontal de mesure du rayonnement des antennes
- Chambres anéchoiques pour mesurer le rayonnement des antennes